# Beniferri

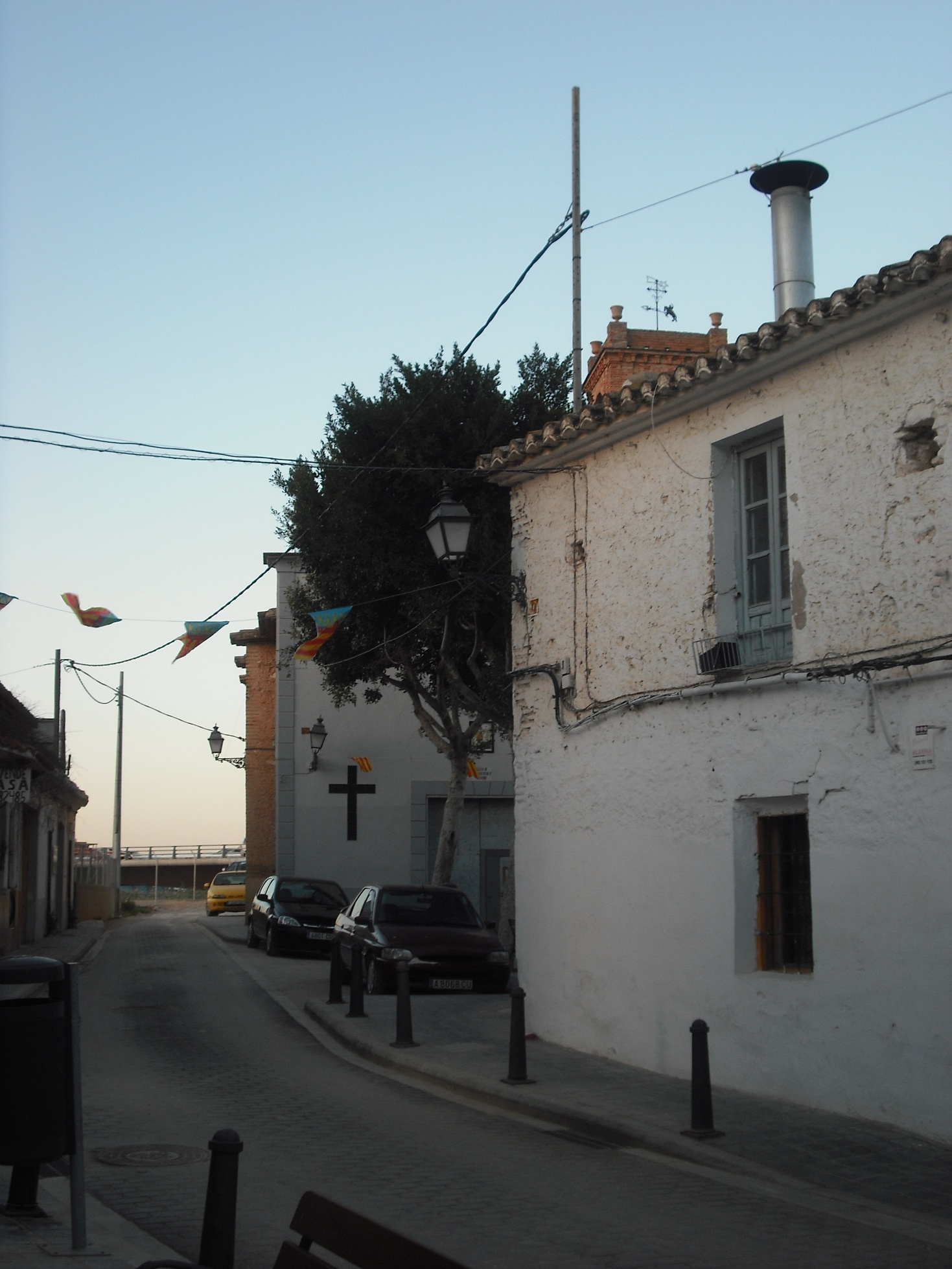
Plaza del doctor Sequer e iglesia de Santiago desde la plaza Gestalgar.

Beniferri es una pedanía de la ciudad de Valencia (España) perteneciente al distrito de los Poblados del Oeste. Limita al oeste con Benimámet, al este y al sur con Valencia y al norte con Burjasot. La población conjunta censada en 2022 para Benimámet y Beniferri era de 14 546 habitantes, mientras que el núcleo de Beniferri contaba con tan solo 1171 habitantes en 2022. Su casco, prácticamente inalterado desde el siglo XVII, está en la actualidad contiguo al de Valencia, diferenciándose claramente el casco tradicional y el ensanche proveniente de Valencia, que incluye el Palacio de Congresos. Fue un municipio independiente hasta 1872, año en que pasó a ser una pedanía de Valencia.

## Historia
En época andalusí fue una alquería extensa en terrenos, a juzgar por la cantidad de donaciones que hizo Jaime I de Aragón cuando la tomó alrededor de 1238. estas comprendían huertas, viñas, casas y un palacio, que pasó a manos del Obispo de Barcelona y del que no quedan restos en la actualidad. Pasó por manos de varios señores, entre ellos Gabriel Viçent desde 1444, Micer Gaspar Tárrega en 1610. Durante la Guerra de la Independencia, acamparon en Beniferri y Benimámet los soldados de una de las brigadas de los Cuerpos del General Reille, que ocuparon las casas de los pueblos y transformaron la iglesia de Beniferri en establo. Este último hecho provocó que el franciscano Juan Martí, párroco de esta iglesia, fuera una de las primeras personas en levantar pública protesta contra Napoleón y la invasión francesa.
Los últimos señores de Beniferri fueron, hasta 1811, los Condes de Parcent. En ese año se abolieron los señoríos y se constituyó como municipio independiente. Pascual Madoz daba en 1849 la siguiente descripción:

L[ugar] con ayunt[amiento] de la prov[incia] [...] de Valencia. Sit[uado] en un llano de la huerta de esta c[iudad], sobre la ribera izq[uierda] del r[ío] Turia [...] Tiene 12 casas de fáb[rica] regular, con la del ayunt., y mas de 30 barracas, y una igl. vicaria aneja de la parr[oquia] de Burjasót; los vec[inos] se surten de algunos pozos, cuyas aguas son de muy buena calidad. El térm. confina por N. Burjasót; E. y S. la calle de Murviedro (barrio extramuros de Valencia), y O. Benimamét, estendiéndose un tiro de bala de N. á S. y 1/4 de leg[ua] de E. á O., sirviéndole también de lim[ite] por esta parte el referido Turia, de cuyo cauce se toman las aguas, por medio de las acequias de Moncada y Tormos, que fertilizan su productivo y fértil terreno todo él regado y plantado de moreras [...] Dos caminos arrancan del pueblo: uno que conduce á Liria y el otro á Benimamét, ambos en buen estado [...] Pobl[ación]: 50 vec[inos], 241 alm[as].
Diccionario de Madoz

Su independencia, sin embargo, duró solo hasta 1872, en que se anexionó a Valencia. A partir de la segunda mitad del siglo XX hubo grandes cambios urbanísticos. A finales de la década de 1960 se construyó la actual autovía CV-30, que separó en dos partes el pueblo. Posteriormente se fueron construyendo grandes edificios de una media de 8 plantas en el terreno existente entre el pueblo y Valencia, así como grandes avenidas, con lo que en la actualidad el casco de Beniferri aparece como un conjunto desordenado de casas dentro del crecimiento ortogonal de los barrios periféricos de la ciudad.

## Demografía
| Gráfica de evolución demográfica de Beniferri entre 1842 y 1860 |
| |
| Población de derecho según los censos de población del INE Población de hecho según los censos de población del INEEn 1877 este municipio desaparece porque se integra en el municipio Valencia |

## Comunicaciones
Beniferri está situado en la confluencia entre las autovías CV-35 y CV-30 y contiguo al entramado urbano de Valencia. Unos 700 m al sur del pueblo se encuentra la parada «Beniferri» de MetroValencia.

## Economía
Tradicionalmente estuvo dedicada a la agricultura, aunque en la actualidad el terreno está urbanizado casi en su totalidad y la producción agraria es casi nula. A partir de la década de 1980 empezaron a aparecer pequeñas industrias y talleres en el casco de Beniferri.

## Administración y política
Beniferri depende del ayuntamiento de Valencia en consideración de barrio del distrito de Poblados del Oeste (en valenciano Poblats de l'Oest). Sin embargo, dada su condición de poblamiento rural, cuenta, de acuerdo con las leyes estatales y autonómicas pertinentes, con un alcalde de barrio, D. José García-Melgares Sánchez , compartido con Benimámet, que se encarga de velar por el buen funcionamiento del barrio y de las relaciones cívicas, firmar informes administrativos y elevar al ayuntamiento de la ciudad las propuestas, sugerencias, denuncias y reclamaciones de los vecinos.

## Patrimonio
- Iglesia de Santiago Apóstol (en valenciano Església de Sant Jaume): Se trata de un edificio de fachada apiñonada, de una sola nave y cubierto por bóveda de cañón de cuatro tramos, incluido el coro. Es de estilo barroco tardío, aunque con influencias neoclásicas.[11] Aunque se desconoce la fecha exacta de construcción, la obra debió de comenzarse a mediados del siglo XVIII, sustituyendo a la primitiva iglesia anexa al palacio señorial.[12] Se restauró hacia 1802 al construirse un nuevo presbiterio y decorándose el interior, a la vez que se derribaba la espadaña. La torre, relativamente alta, es de planta cuadrada y ladrillo visto.[11]
- Fuente de piedra: Situada en la plaza Gestalgar.[6]
- Cruz cubierta: Se alzó en el camino de Liria, cerca de cuyo antiguo trazado quedan algunos restos.[5]